# Nikola Hahn
Nikola Hahn (* 8. November 1963 in Wehrda, Hessen) ist eine deutsche Kriminalbuchautorin.

## Biographie
Nikola Hahn wuchs in Lixfeld im Hessischen Hinterland auf. Nach dem Abitur studierte sie an der Verwaltungsfachhochschule in Köln (Inspektorenlaufbahn bei der Deutschen Post), brach das Studium aber ab, um eine Ausbildung bei der hessischen Polizei zu beginnen. Im Herbst 1986 wurde Nikola Hahn zur Bereitschaftspolizei nach Mühlheim am Main versetzt, versah Dienst am Flughafen Frankfurt Main, wurde bei Demonstrationen eingesetzt und mehrfach zur Schutzpolizei in Stadt und Landkreis Offenbach abgeordnet. Von 1988 bis 1990 arbeitete sie als Gruppenführerin in der Weiterbildung. Im Frühjahr 1990 wechselte sie zur Kripo nach Offenbach am Main.
Von 1991 bis 1993 studierte sie an der Polizeifachhochschule in Wiesbaden (Kommissarslaufbahn); anschließend arbeitete sie im Kommissariat für täterorientierte Ermittlungen und im Betrugskommissariat; ab 1995 als Sachgebietsleiterin im Bereich Geld-/Urkundenfälschungen. Von 1999 bis 2004 gehörte sie dem Kommissariat 11 beim Polizeipräsidium Offenbach an (Kapitaldelikte, Sachgebiet Raub/Erpressungen).
Von 2004 bis 2016 war Nikola Hahn an der (ehemaligen) Polizeiakademie Hessen im Fachbereich Kriminalitätsbekämpfung als Dozentin und Seminarleiterin in der polizeilichen Fortbildung tätig. Neben verschiedenen Fortbildungsformaten im Bereich Tötungsdelikte und Leichensachen verantwortete sie auch die Aus- und Fortbildung der polizeilichen Pressesprecher in Hessen. Ihr Arbeitsschwerpunkt lag auf der Entwicklung und Umsetzung einer Gesamtkonzeption für die Vernehmungsfortbildung der hessischen Schutz- und Kriminalpolizei, die sie mit dem Vernehmungskonzept „Werkzeugkoffer Vernehmung. Kriminalistisch Vernehmen“ umsetzte. Nach einer einjährigen Projektarbeit im Polizeipräsidium Südosthessen wechselte Nikola Hahn im Sommer 2017 als hauptamtliche Dozentin für Kriminalwissenschaften an die damalige Hessische Hochschule für Polizei und Verwaltung, heute Hessische Hochschule für öffentliches Management und Sicherheit (HöMS). Nikola Hahn lehrt am Campus Mühlheim am Main in den Bachelor-Studiengängen Schutzpolizei und Kriminalpolizei, Vertiefungsrichtung „Cyberkriminalistik“. Von 2018 bis 2023 war sie außerdem Trainingskoordinatorin für das Praxismodul „Training Bearbeitung von Ermittlungsverfahren/Durchführung von Vernehmungen“ und von September 2022 bis September 2023 Fachkoordinatorin für Kriminalwissenschaften am Campus Mühlheim/Main. 2021 wurde Nikola Hahn in den höheren Polizeidienst übergeleitet und 2023 zur Kriminaloberrätin befördert.
Neben ihrer Dozententätigkeit arbeitet Nikola Hahn auch als Fachautorin und initiierte und verantwortete von 2011 bis 2017 anwenderbezogene Forschung im Rahmen des „EVA-Projekts“, dem „Eigenständigen Vernehmungsprotokoll für Augenzeugen“, einer international entwickeltenh Vernehmungsmethode für Erstbefragungen von Zeugen, die auf dem Kognitiven Interview basiert. Darüber hinaus arbeitet und publiziert sie in den Themenfeldern Historische Kriminalistik und Kriminalistisches Denken. In ihrer Doppelfunktion als Schriftstellerin und Kriminalistin ist und war Nikola Hahn in zahlreichen Medienformaten als Teilnehmerin oder in verantwortlicher Betreuung präsent, z. B. im Rahmen der „Tatort-Forschung“, als Zeitzeugin zu den tödlichen Schüssen auf Polizeibeamte an der Startbahn West, als Teilnehmerin der Initiative Respekt! Kein Platz für Rassismus, „Frankfurt liest ein Buch: Demokratischer Rechtsstaat oder totalitärer Polizeistaat?“ und begleitend im Filmprojekt „Pauken für die Uniform“.

## Werdegang als Schriftstellerin und Autorin
Nikola Hahn schrieb schon als Kind Geschichten in ihre Schulhefte; erste ernsthafte Arbeiten datieren aus dem Jahr 1980. Parallel zu ihrer Polizeiausbildung begann sie 1985 ein mehrjähriges Fernstudium in Journalistik, Belletristik, Lyrik und Sachliteratur, schrieb in der Folge überwiegend Gedichte und Kurzgeschichten, von denen einige in Anthologien und Zeitschriften veröffentlicht wurden. Von 1988 bis 1990 arbeitete sie nebenberuflich frei für die Tageszeitung Offenbach-Post; von 1993 bis 1996 war sie Redaktionsmitglied und Autorin der Hessischen Polizeirundschau, von 2017 bis 2020 Redakteurin der Hochschulzeitschrift spectrum. Seit 1984 ist Nikola Hahn für die International Penfriends (IPF) tätig, eine weltweite Brieffreundschaftsvermittlung mit Sitz in Australien, die die Kultur des Briefeschreibens pflegt. 1995 erschien ihr Debüt Baumgesicht, eine Werkstattausgabe mit Kurzprosa und Gedichten. 1998 folgte der historische Kriminalroman Die Detektivin, im Sommer 2000 Die Wassermühle, ein zeitgenössischer Roman. Ihr dritter Roman, Die Farbe von Kristall, wieder ein historischer Krimi, erschien im September 2002. Die Romane erlebten zahlreiche Auflagen und Sonderausgaben in der Verlagsgruppe Ullstein Heyne List, zuletzt im Ullstein Taschenbuch (bis 2023).
2012 gründete Nikola Hahn ihren eigenen Verlag, in dem neben den Neuauflagen ihrer Kriminalromane und weiteren belletristischen Werken auch ihre Fachpublikationen erscheinen. Ihre Zusammenarbeit mit den Ullstein Buchverlagen endete 2023. Im gleichen Jahr wurde Nikola Hahn Co-Autorin von Armin Forker für das Einführungskapitel Historische Kriminalistik im Kriminalisten-Fachhandbuch Kriminalistische Kompetenz.
Nikola Hahn war von 2002 bis 2017 Mitglied im Syndikat, der Autorengruppe deutschsprachiger Kriminalliteratur, von 2003/2004 bis 2013 bei den „Polizeipoeten“ und in der Deutschen Gesellschaft für Polizeigeschichte; seit 2023 ist sie Mitglied in der Deutschen Gesellschaft für Kriminalistik. Von 2006 bis 2010 war sie Mitinhaberin des Künstlercafés Mocca, in dem regelmäßig Vernissagen, Literaturgespräche und Lesungen stattfanden, u. a. mit Nele Neuhaus, dem Polizeireporter Sascha Lapp und Werken von Valérie Gourski.

## Bibliographie
Krimis zur Kriminalistik
- Die Detektivin, 1998 (Historischer Kriminalroman, Erstausgabe, Marion von Schröder, vergriffen).
- Die Farbe von Kristall, 2002 (Historischer Kriminalroman, Erstausgabe, Marion von Schröder; vergriffen).
- Die Detektivin, Kriminalroman, HC, vollständ. überarb. Neuausgabe, 2016, ISBN 978-3-944177-54-0
- Die Detektivin, Kriminalroman, PB, vollständ. überarb. Neuausgabe, 2016, ISBN 978-3-944177-50-2
- Die Farbe von Kristall, Kriminalroman, HC, vollständ. überarb. u. erw. Neuausgabe, 2016, ISBN 978-3-944177-55-7
- Die Farbe von Kristall, Kriminalroman, PB, vollständ. überarb. u. erw. Neuausgabe, 2016, ISBN 978-3-944177-51-9

Romane
- Die Wassermühle, 2000 (Roman, Ullstein, Erstausgabe, vergriffen)
- Die Wassermühle und ein Polizistenleben, HC, vollständ. überarb. Neuausgabe, 2016: ISBN 978-3-944177-56-4
- Die Wassermühle und ein Polizistenleben, PB, vollständ. überarb. Neuausgabe, 2016: ISBN 978-3-944177-48-9
- Der Garten der alten Dame, Roman in unterschiedlichen Ausgaben (gleicher Inhalt, jahreszeitliche Gestaltung):
- Der Garten der alten Dame, PB, Winterausgabe (ohne Abb.): ISBN 978-3-944177-16-8
- Der Garten der alten Dame, PB, Frühlingsausgabe (farb. illustr.): ISBN 978-3-944177-10-6
- Der Garten der alten Dame, PB, Sommerausgabe (sw.-illustr.): ISBN 978-3-944177-01-4
- Der Garten der alten Dame, PB, Herbstausgabe (sw.-illustr.): ISBN 978-3-944177-14-4
- Der Garten der alten Dame, HC, Schmuckausgabe (durchg. farb. illustr.): ISBN 978-3-944177-12-0
- Mrs. Meyer’s Magical Garden: A Novel, 2015 (englische Übersetzung von Der Garten der alten Dame): ISBN 978-3-944177-46-5

Belletristik und Poesie
- Baumgesicht, 1995 (Gedichte und Prosa, vergriffen)
- Die Sonne der Götter – Schreibgeheimnisse, 2007
- Baumgesicht, Prosa & Poesie, PB, Neuausgabe 2013 (sw-illustr.): ISBN 978-3-944177-24-3
- Wie das Schneeglöckchen zu seiner Farbe kam, HC, 2017 (Märchensammlung, farb. illustr.): ISBN 978-3-944177-59-5
- Wie das Schneeglöckchen zu seiner Farbe kam, PB, 2013 (Märchensammlung, sw-illustr.): ISBN 978-3-944177-27-4
- Die Startbahn – Eine Erzählung – Eine Erinnerung, 2013 (farbig illustr.): ISBN 978-3-944177-18-2
- Die Startbahn – Eine Erzählung – Eine Erinnerung, 2013 (sw-illustr.): ISBN 978-3-944177-17-5
- Singende Vögel weinen sehen. HandyPoesie, HC, 2017 (farbig illustr.): ISBN 978-3-944177-58-8
- Singende Vögel weinen sehen. HandyPoesie, PB, 2017 (farbig illustr.): ISBN 978-3-944177-20-5
- Singende Vögel weinen sehen. HandyPoesie, PB, 2017 (sw-illustr.): ISBN 978-3-944177-28-1
- Die Wassermühle. Eine literarisch-malerische Reise, PB 2017 (farb. illustr.): ISBN 978-3-944177-49-6
- Wenn der November vorüber ist. Chronik eines Abschieds, 2. Aufl., 2017 (sw-illustriert): ISBN 978-3-944177-60-1
- Meer für die Füße! Lyrische Lästereien (Geschenkbuch), HC, 2021 (sw-illustr.): ISBN 978-3-944177-63-2

Fachliteratur Kriminalistik
- Werkzeugkoffer Vernehmung, Kriminalistisch Vernehmen, Das Handbuch für Praktiker, Band 1, Grundlagen – Psychologie – Recht, Rödermark 2023: ISBN 978-3-944177-64-9
- Hahn, Nikola (Hg.); Philipp, Lothar: Kriminalistische Denklehre, Kommentierte Neuausgabe, Historische Kriminalistik, Rödermark 2021: ISBN 978-3-944177-62-5
- Kriminalistisch Vernehmen in Theorie und Praxis, Das Eigenständige Vernehmungsprotokoll für Augenzeugen. Vom Verkehrsunfall zum Attentat: Kann EVA helfen? Eine Feldstudie in der hessischen Schutz- und Kriminalpolizei, 2. durchges. Aufl., Rödermark 2017: ISBN 978-3-944177-57-1
- Gefährderansprache und Vernehmung, Werkzeugkoffer Vernehmung, Exkurse 1, 2. Aufl. Rödermark 2016: ISBN 978-3-944177-45-8
- Forker, Armin; Hahn, Nikola: Einführung in die Kriminalistik, in: Jaeger, Rolf Rainer (Hg.), Kriminalistische Kompetenz, Kriminalwissenschaften, Kommentiertes Recht und Kriminaltaktik für Studium und Praxis, Kriminalisten-Fachbuch-App, Update 2023, KR 1

E-Books
- Der Garten der alten Dame, 2012 (Roman, illustriert): ISBN 978-3-944177-01-4
- Singende Vögel weinen sehen. HandyPoesie, 2012 (farbig illustriert): ISBN 978-3-944177-03-8
- Die Startbahn – Eine Erzählung – Eine Erinnerung, 2012 (farbig illustriert): ISBN 978-3-944177-00-7
- Die Wassermühle (Roman), 2013 (neu überarbeitete Fassung, mit illustr. Glossar): ISBN 978-3-944177-02-1
- Wenn der November vorüber ist. Chronik eines Abschieds, 2013 (illustriert): ISBN 978-3-944177-19-9
- Baumgesicht, Prosa & Poesie, 2013 (illustriert): ISBN 978-3-944177-23-6
- Wie das Schneeglöckchen zu seiner Farbe kam, 2013 (farbig illustriert): ISBN 978-3-944177-25-0
- Die Detektivin – Krimis zur Kriminalistik (Roman), 2013 (neu überarbeitete Fassung): ISBN 978-3-944177-22-9
- Die Farbe von Kristall Teil 1 – Krimis zur Kriminalistik (Roman), 2014 (neu überarbeitete Fassung): ISBN 978-3-944177-29-8
- Die Farbe von Kristall Teil 2 – Krimis zur Kriminalistik (Roman), 2014 (neu überarbeitete Fassung): ISBN 978-3-944177-30-4

## Belege
1. ↑  Nikola Hahn: Profile und Projekte, Vernehmungsfortbildung an der Polizeiakademie Hessen, Kriminalistisch vernehmen mit dem „Werkzeugkoffer“. In: Hessische Polizeirundschau (HPR). Nr. 5, 2012, S. 2–4.
2. ↑  HöMS. In: HöMS. Hessische Hochschule für öffentliches Management und Sicherheit, abgerufen am 24. Juli 2024.
3. ↑  Lehrende - Fachbereich Polizei am Campus Mühlheim. In: HöMS. Hessische Hochschule für öffentliches Management und Sicherheit, abgerufen am 24. Juli 2024.
4. ↑  Nikola Hahn: Biografie und Bibliografie (freier PDF-Download). In: Thoni Verlag, Presseportal. Thoni Verlag, 2024, abgerufen am 24. Juli 2024.
5. ↑  Fachbezogene Publikationen von Nikola Hahn. In: ORCID. 2024, abgerufen am 24. Juli 2024.
6. ↑  Nikola Hahn: Vom Breivik-Attentat zum Auffahrunfall - Kann EVA im Ersten Angriff helfen? Eigenständiges Vernehmungsprotokoll für Augenzeugen – Polizei Hessen testet eine neue Vernehmungsmethode. In: Der Kriminalist. Nr. 5, 2012, S. 16–19.
7. ↑  Nikola Hahn: Internationale Vernehmungsmethode erstmals im Wirkbetrieb einer deutschen Polizei. Polizei Hessen: „Eigenständiges Vernehmungsprotokoll für Augenzeugen“(EVA) in den Regeldienst und für Sonderlagen eingeführt. In: Der Kriminalist. Nr. 11, 2017, S. 26–29.
8. ↑  Nikola Hahn: Kriminalistisch Vernehmen in Theorie und Praxis, Das Eigenständige Vernehmungsprotokoll für Augenzeugen. Vom Verkehrsunfall zum Attentat: Kann EVA helfen? Eine Feldstudie in der hessischen Schutz- und Kriminalpolizei. 2. durchges.  Auflage. Thoni Verlag, Rödermark 2017, ISBN 978-3-944177-57-1.
9. ↑  Nikola Hahn, Lothar Philipp: Kriminalistische Denklehre, Historische Kriminalistik, Kommentierte Neuausgabe. Hrsg.: Nikola Hahn. Thoni Verlag, Rödermark 2021, ISBN 978-3-944177-62-5.
10. ↑  Nikola Hahn: Kriminalistisches Denken. Von den historischen Wurzeln zu einem modernen Arbeitsmodell, Teil I - IV. In: Kriminalistik. Nr. 1, 2, 5, 7, 2024 (kriminalistik.de).
11. ↑  Goethe-Universität Frankfurt am Main: Bürger-Uni: Realitätscheck mit der Krimireihe „Tatort“, Pressemitteilung. In: Frankfurter Bürger-Universität. 16. November 2016, abgerufen am 24. Juli 2024.
12. ↑  Frankfurter Bürger-Universität, Aufzeichnung der Diskussionsrunde: Frankfurter Bürger-Universität: Der reale Tatort – Verdrängen Klischees die kriminalistische Wirklichkeit? In: YouTube. 21. November 2016, abgerufen am 24. Juli 2024.
13. ↑  Corinna Tertel: Was geschah an der Startbahn West? In: Hessischer Rundfunk (Hrsg.): hr-journal. Nr. 6, 6. November 2006.
14. ↑  Hessischer Rundfunk (Hrsg.): "Mein Jahrzehnt - Schüler führen selbst Regie", Thema: Startbahn West, hr-fernsehen; Dokumentation, Sendetermin: 29.11.2006. Frankfurt/Main 29. November 2006.
15. ↑  Irmela Dörries, Nikola Hahn: "Ein Einsatz, der fürs Leben prägte". In: Hinterländer Anzeiger. 5. Januar 2014.
16. ↑  Nikola Hahn: Die Startbahn. Eine Erzählung - Eine Erinnerung. Thoni Verlag, Rödermark 2013, ISBN 978-3-944177-17-5, S. 24, 25.
17. ↑  Nikola Hahn: Respekt ist keine Einbahnstraße. Hrsg.: Ulrike Obermayr, Bertin Eichler, Lothar Rudolf. Respekt! 100 Frauen – 100 Geschichten. Bund-Verlag, Frankfurt am Main 2011, ISBN 978-3-7663-6140-0, S. 50, 51.
18. ↑  Video-Interview mit Nikola Hahn; Respekt! Kein Platz für Rassismus. In: YouTube. respekt.tv, 2012, abgerufen am 10. Juli 2024.
19. ↑  Dieter Voss: Dieter Voss trifft Nikola Hahn (Initiative Respekt ab Min. 13.50). In: Hessischer Rundfunk. hr4-Podcast, 23. April 2017, abgerufen am 15. Juli 2024.
20. ↑  Rückblick: Frankfurt liest ein Buch, „Das siebte Kreuz“. In: Gesellschaft Bürger und Polizei, Frankfurt a. Main. 26. April 2018, abgerufen am 20. Juli 2024.
21. ↑  „Pauken für die Uniform. Der harte Weg zur Polizei“ Teil 1. In: Mediathek ARD; Dokus & Reportagen. hr-fernsehen. 18. Dezember 2022, abgerufen am 24. Juli 2024.
22. ↑  „Pauken für die Uniform. Der harte Weg zur Polizei“ Teil 2. In: Mediathek ARD; Dokus & Reportagen. hr-fernsehen. 15. Februar 2023, abgerufen am 24. Juli 2024.
23. ↑  Herzlich willkommen bei den International Penfriends! In: Thoni Verlag. Abgerufen am 24. Juli 2024.

| Personendaten    | Personendaten                    |
| ---------------- | -------------------------------- |
| NAME             | Hahn, Nikola                     |
| KURZBESCHREIBUNG | deutsche Kriminalbuchautorin     |
| GEBURTSDATUM     | 8. November 1963                 |
| GEBURTSORT       | Wehrda, Kreis Marburg-Biedenkopf |